# Dasypoda dusmeti
Dasypoda dusmeti är en biart som beskrevs av Quilis 1928. Dasypoda dusmeti ingår i släktet byxbin, och familjen sommarbin. Inga underarter finns listade i Catalogue of Life.